# Philipp Spitta
Julius August Philipp Spitta (Wechold, cerca de Hoya, Alemania, 27 de diciembre de 1841 - Berlín, 13 de abril de 1894) fue un historiador de música alemán y musicólogo, conocido sobre todo por la biografía de Johann Sebastian Bach que realizó en 1873.

## Biografía
Su padre, también llamado Philipp Spitta, fue un teólogo quien escribió la colección protestante de himnos titulada Psalter und Harfe. En la niñez, Spitta hijo aprendió el piano, órgano y composición. Estudió teología y filología clásica en la Universidad de Gotinga de 1860 a 1864, año en que se graduó con un Ph.D. con una disertación sobre Tacitus (Der Satzbau bei Tacitus, 1866). Durante la universidad, compuso y escribió una biografía sobre Robert Schumann, y se hizo amigo de Johannes Brahms. Fue profesor de griego y latín en Reval, Sondershausen y Leipzig, en la búsqueda de su interés en la historia de la música en general y Johann Sebastian Bach en particular.
Su estudio sobre Bach comenzó a publicarse en 1873, y fue seguido por un nombramiento como profesor de historia de la música en la Universidad de Berlín en 1875, y un poco después fue designado director administrativo de la Universidad de las Artes de Berlín, puesto que conservó por el resto de su vida. Entre los alumnos a los que dio clases figuran Oskar Fleischer, Max Friedlaender, Carl Krebs, Max Seiffert, Emil Vogel, Peter Wagner y Johannes Lobo. Fundó uno de los primeros periódicos académicos sobre música, el Vierteljahrsschrift für Musikwissenschaft, con Friedrich Chrysander y Guido Adler en 1885, y también tuvo una función importante en la publicación del Denkmäler deutscher Tonkunst.

## Obra

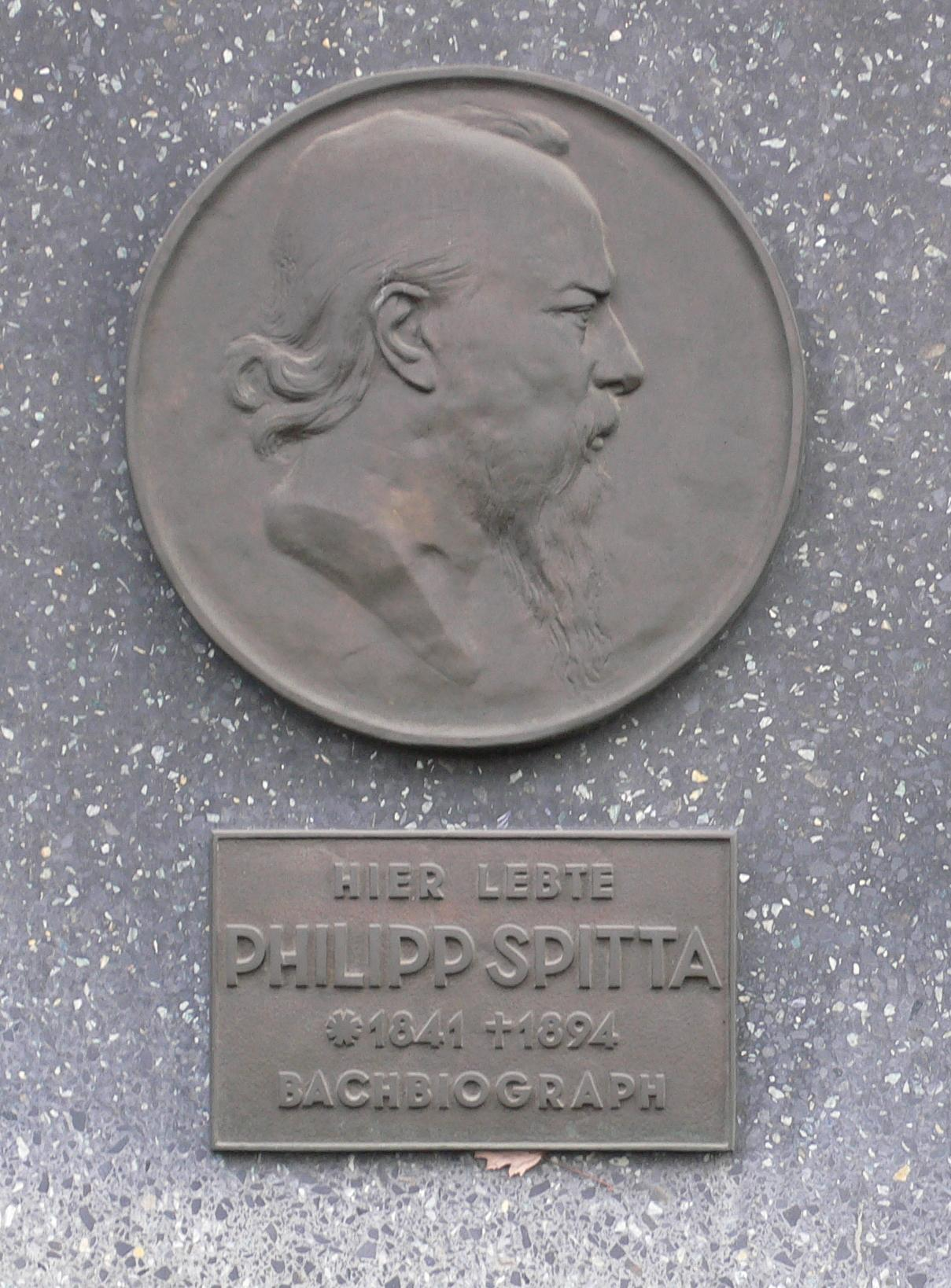
Placa conmemorativa en Berlín

Dejó una fuerte influencia en los nuevos campos de musicología y crítica histórica. Su trabajo abarcó periodos de historia desde la música de la Edad Media temprana hasta su propio tiempo, y adoptó la investigación, enseñanza, escritura y edición de publicaciones musicales a un grado muy riguroso, incluyendo el uso de fuentes de estudios críticos. Fue influido por los estudios neokantianos. En su biografía sobre Bach, escribió el primer estudio importante de la música para teclado y coral alemanes del siglo XVII (barroco temprano).

### Libros
La mayoría de sus artículos se conservan en la biblioteca de la Universidad de las Artes de Berlín, la Biblioteca Estatal de Berlín y la biblioteca de la Universidad de Łódz. Contribuyó con muchos artículos académicos a revistas, y escribió artículos sobre Schumann, Spontini y Weber para el Diccionario Grove de Música y Músicos en 1886.
- Ein Lebensbild Robert Schumanns (Leipzig, 1862)
- Johann Sebastian Bach (Leipzig, 1873-1880, 1962; traducción al inglés: 1884-1885, 1899)
- Zur Musik (Berlín, 1892) - 16 ensayos
- Musikgeschichtliche Aufsätze (Berlín, 1894) - colección de ensayos

### Ediciones
- Dietrich Buxtehude: Orgelwerke (Leipzig, 1876-1877)
- Heinrich Schütz: Sämtliche Werke (Leipzig, 1885-1894)
- Friedrichs des Grossen: Musikalische Werke (Leipzig, 1889)